# Lanobre
Lanobre is een gemeente in het Franse departement Cantal (regio Auvergne-Rhône-Alpes). De plaats maakt deel uit van het arrondissement Mauriac. Lanobre telde op 1 januari 2022 1.350 inwoners.

## Geografie
De oppervlakte van Lanobre bedroeg op 1 januari 2022 40,99 vierkante kilometer; de bevolkingsdichtheid was toen 32,9 inwoners per km².
De onderstaande kaart toont de ligging van Lanobre met de belangrijkste infrastructuur en aangrenzende gemeenten.

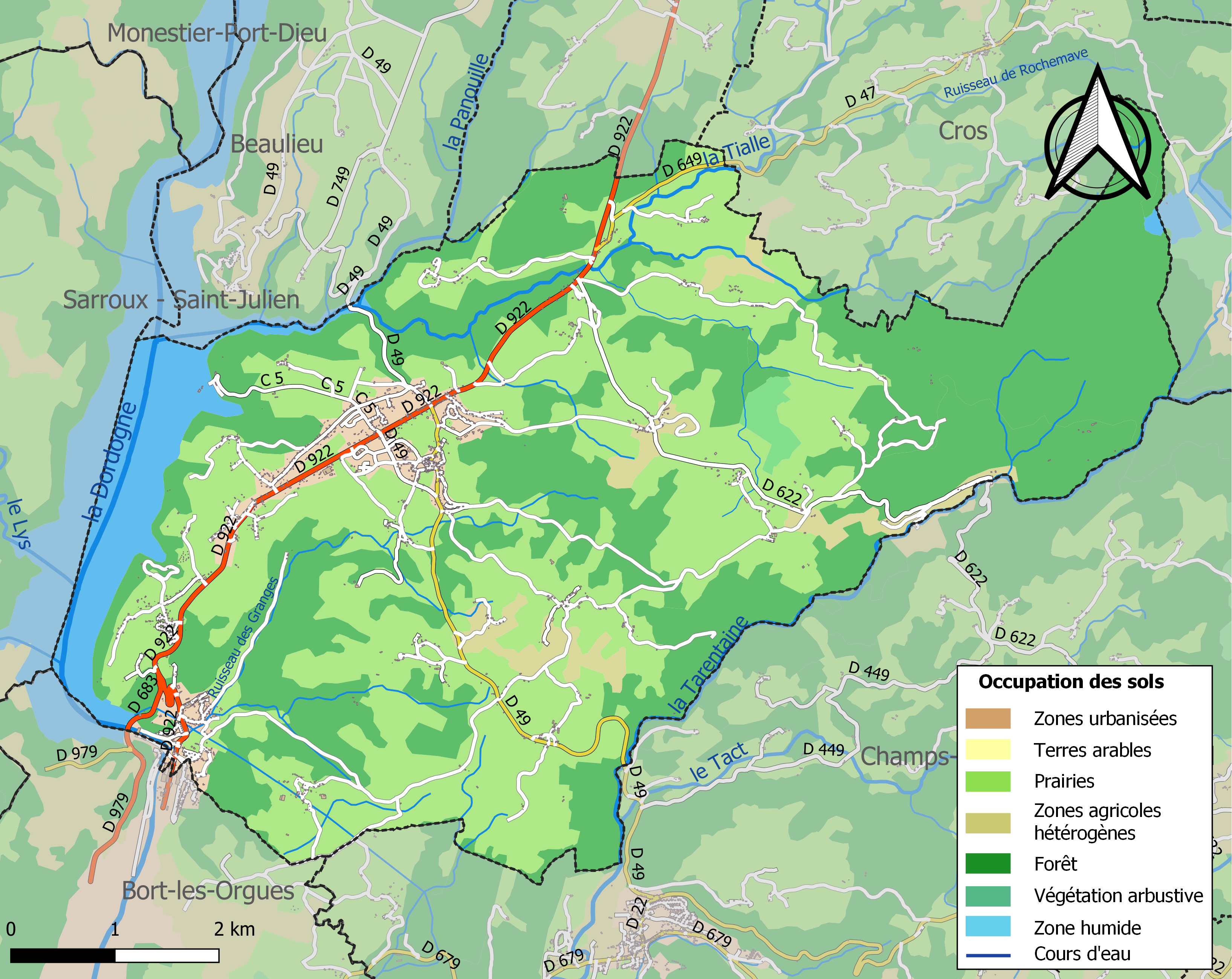

## Demografie
Onderstaande figuur toont het verloop van het inwonertal (bron: INSEE-tellingen).

Vanwege een beveiligingsprobleem met de MediaWiki Graph-software is het momenteel niet mogelijk deze grafiek weer te geven. Zodra de software is bijgewerkt zal de grafiek vanzelf weer zichtbaar worden.